# Nikolai Andrejewitsch Gwosdezki
Nikolai Andrejewitsch Gwosdezki (russisch Николай Андреевич Гвоздецкий; * 2. Dezemberjul. / 15. Dezember 1913greg. in St. Petersburg; † 10. Oktober 1994 in Moskau) war ein russischer Geograph und Hochschullehrer.

## Leben
Gwosdezki war Sohn eines Agronomen und einer Lehrerin. Er absolvierte die Mittelschule und die Musikschule in Iwanowo. 1932 begann er das Studium an der Universität Moskau (MGU) in der Geographie-Abteilung der Bodengeographie-Fakultät mit Abschluss 1938. Es folgte die Aspirantur im Forschungsinstitut für Geographie der MGU. Während des Deutsch-Sowjetischen Krieges war er Soldat der Roten Armee.
Nach der Demobilisierung 1946 wurde Gwosdezki Dozent am Moskauer Staatlichen Pädagogischen Institut. 1949 wurde er zum Doktor der geographischen Wissenschaften promoviert. 1951 folgte die Ernennung zum Professor.
1959 wurde Gwosdezki Leiter des Lehrstuhls für physische Geographie der UdSSR der Geographie-Fakultät der MGU (bis 1987). Seine Forschungsschwerpunkte waren die Probleme des Karstes (mehr als 250 Veröffentlichungen), die Landschaftstypisierung und die Kartografie von Gebirgsregionen, insbesondere des Kaukasus und Zentralasiens sowie die Geschichte der Geographie Russlands.
Gwosdezki wurde auf dem Moskauer Wagankowoer Friedhof begraben. Nach ihm wurde eine Höhle im Karabi-Jaila-Gebirge auf der Krim, die bedeutendsten Grotten der Diwja-Höhlen im Ural bei Perm und die Kulogorskaja-Höhle am rechten Ufer der Pinega benannt.

## Ehrungen, Preise
- Orden des Vaterländischen Krieges II. Klasse
- Anutschin-Preis der MGU (1969)
- Prschewalski-Goldmedaille der Geographischen Gesellschaft der UdSSR (1974)
- Verdienter Wissenschaftler der RSFSR (1974)
- Ehrenmitglied der Geographischen Gesellschaft der UdSSR (1985)
- Große Goldmedaille der Geographischen Gesellschaft der UdSSR (1991)